# 三日月湖

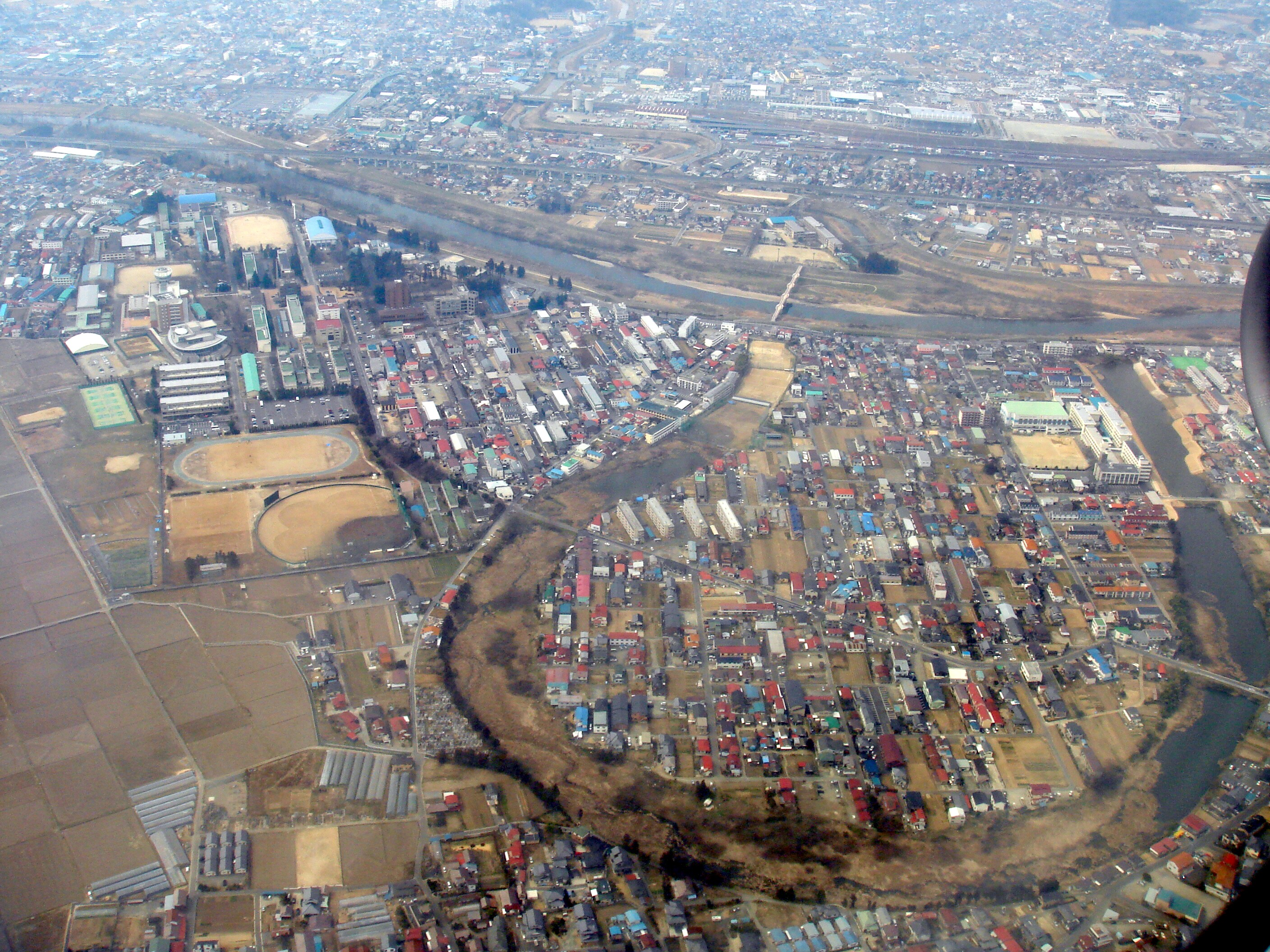
郡山市郊外を流れる阿武隈川、河川改修前の河道跡三日月湖が残る。

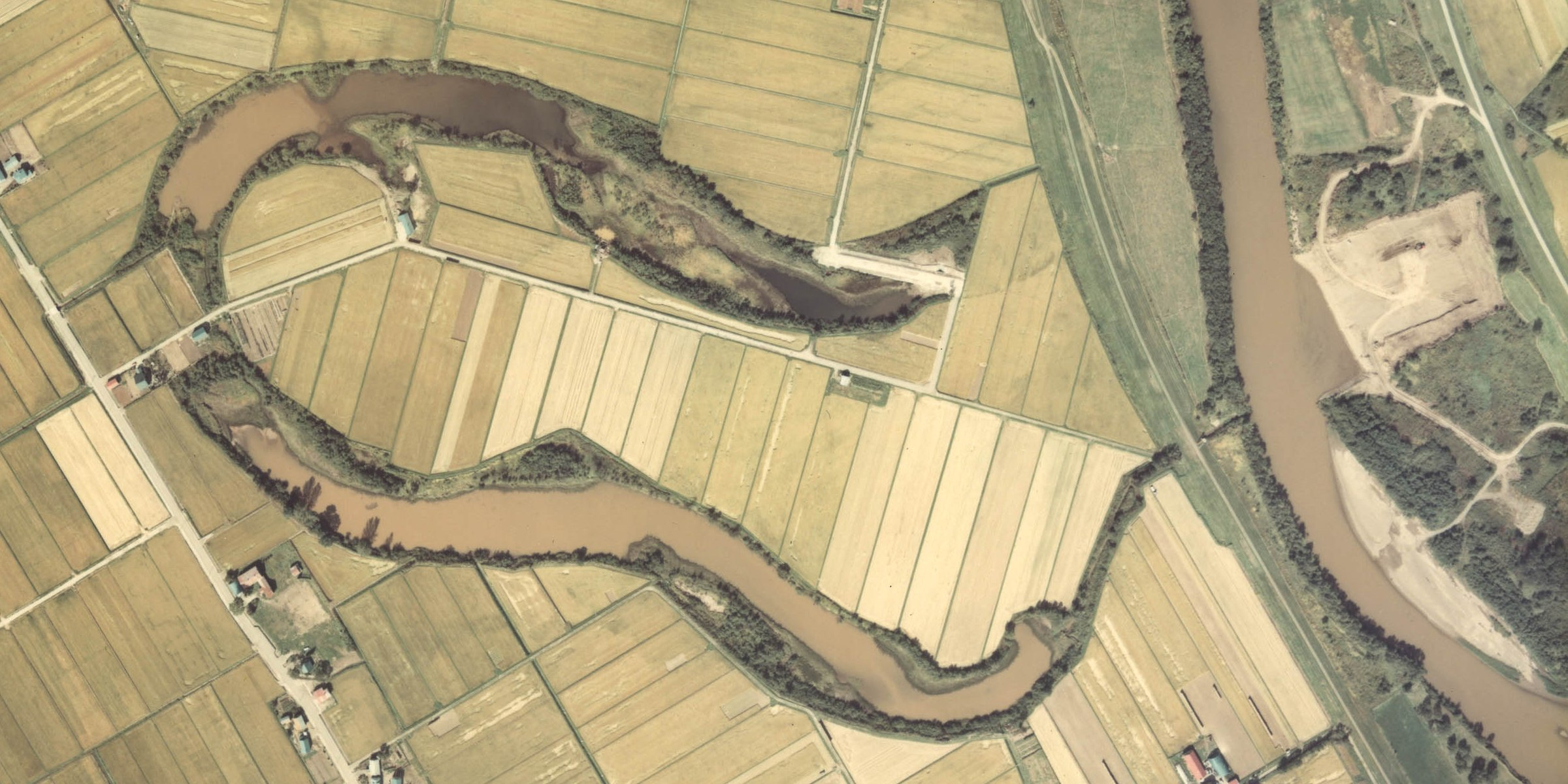
北海道雨竜郡雨竜町にある三日月湖。1977年撮影。国土交通省『国土画像情報（カラー空中写真）』より作成。

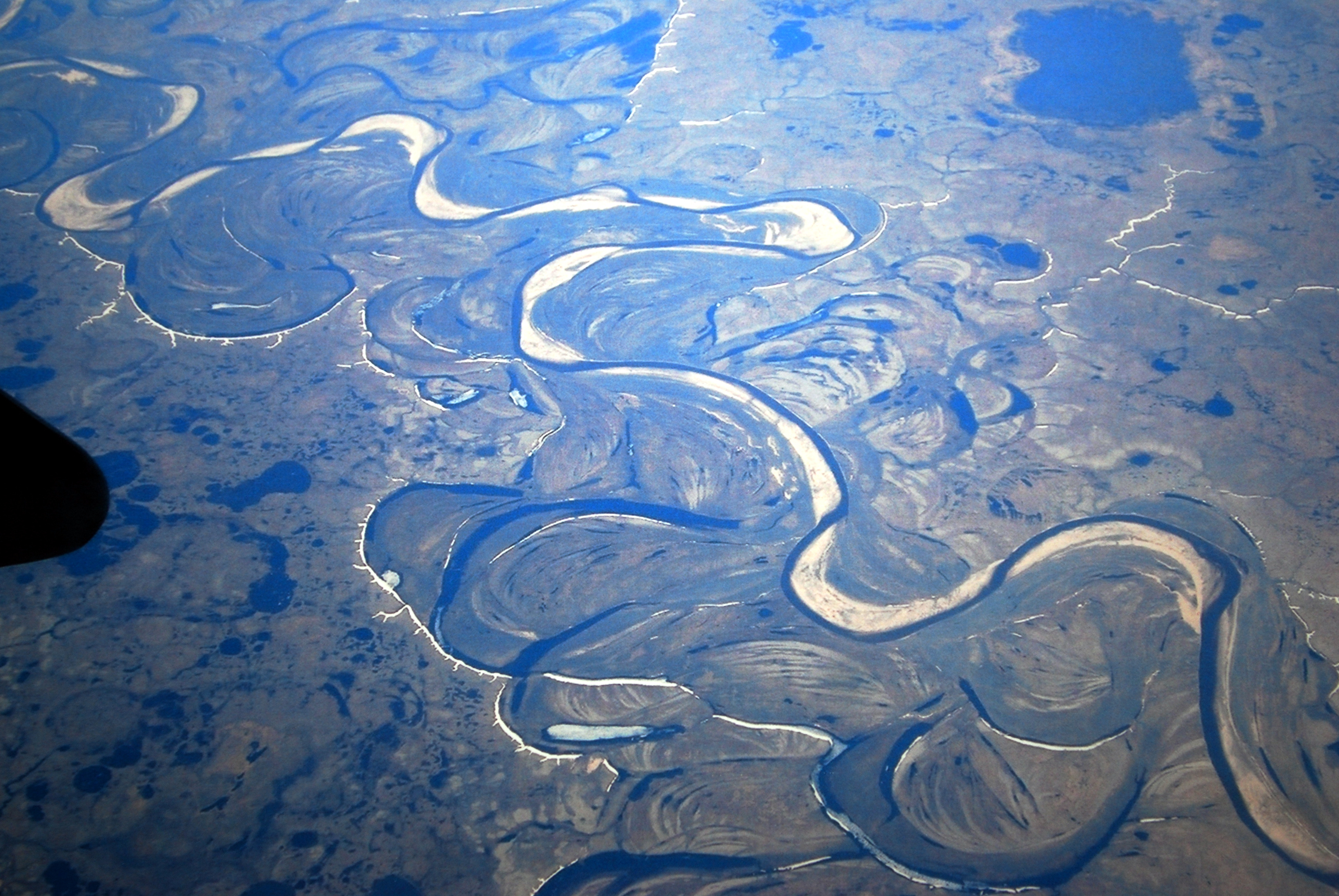
自然状態の蛇行した河川と無数の三日月湖（ロシア）

三日月湖（みかづきこ）とは、河川の自然堤防帯（扇状地から三角州へ至る区間）における蛇行の進行の結果、河道が切断され短絡化し形成された旧流路のことである。典型例として石狩川の中流が挙げられる。河跡湖（かせきこ）、牛角湖（ぎゅうかくこ）などとも呼ばれる。

## 三日月湖の形成
氾濫原の中を蛇行する河川は、僅かな地層、地形の変化で幾つものカーブを創り出す。カーブの外側では侵食、内側では堆積が行われるために、カーブは徐々に大きなものとなり、根元の括れが小さくなっていく。やがてカーブ同士が接合して流路が短絡されると川の水は短絡路を流れるようになり、大きくカーブしていた旧河道は流れから取り残される。その結果、新河道と旧河道との間に土砂が堆積して旧河道は河川から切り離されて湖となる。多くの場合、この湖が三日月形となっているため三日月湖と呼ばれる。
また、洪水などによって大規模な侵食が起きて流れが変わったり、河川改修にともなう人工的な流路変更によって同様の地形が作り出されることがある。このような地形が陸地化された場合、地震による液状化現象の原因となることが多く、東北地方太平洋沖地震（東日本大震災）でクローズアップされた。

## 三日月湖が現存する主な河川

### 日本
- 北海道：石狩川[4]、天塩川[4]、釧路川、標津川、雨竜川、北見幌別川、夕張川、千歳川、真勲別川（河川自体が三日月湖）
- 東北：田名部川、大畑川、雄物川[4]、阿武隈川、最上川[4]、北上川
- 関東：利根川、渡良瀬川、荒川、小貝川[4]
- 中部：阿賀野川、関川、狩野川[4]、栃山川、早月川
- 近畿：加古川、猪名川、大日川
- 四国：桑野川
- 九州：筑後川、松浦川、緑川、加勢川、浜戸川、黒川、七瀬川、石崎川、三財川